# Simbach (Dingolfing-Landau)
Simbach est une commune de Bavière (Allemagne), située dans l'arrondissement de Dingolfing-Landau, dans le district de Basse-Bavière.